# Brian Fay (Leichtathlet)
Brian Fay (* 9. November 1998 in Dublin) ist ein irischer Leichtathlet, der sich auf den Mittelstreckenlauf spezialisiert hat.

## Leben
Brian Fay stammt aus Dublin und wurde als einer von Vierlingen geboren. Zunächst besuchte er das Belvedere College. In seinem zweiten Jahr an dem College begann er mit dem Leichtathletiktraining. Später erlangte er einen Bachelorabschluss in Finanzwirtschaft von der Universität Dublin. Seit 2022 studiert er Geschichte als Masterstudiengang an der University of Washington in den USA.

## Sportliche Laufbahn
Brian Fay sammelte im Jahr 2017 erste internationale Wettkampferfahrung. Im Dezember trat er im U20-Rennen bei den Crosslauf-Europameisterschaften in der Slowakei an. Das Rennen beendete er auf dem 49. Platz. 2018 verpasste er als Vierter im 1500-Meter-Lauf knapp eine Medaille bei den irischen Meisterschaften. Zum Ende des Jahres trat er in den Niederlanden abermals bei den Crosslauf-Europameisterschaften, diesmal im U23-Rennen, an. In diesem Rennen belegte er den 29. Platz. 2019 gewann Fay die Bronzemedaille im 3000-Meter-Lauf bei den irischen Hallenmeisterschaften. Im Sommer trat er im Hindernislauf bei den U23-Europameisterschaften in Gävle an. Dort konnte er in das Finale einziehen, in dem er anschließend den elften Platz belegte. Im Dezember erreichte er im U23-Rennen bei den Crosslauf-Europameisterschaften in Lissabon als 22. das Ziel. 2020 wurde Fay irischer Vizehallenmeister im 1500-Meter-Lauf. Ein Jahr später qualifizierte er sich im 3000-Meter-Lauf für die Halleneuropameisterschaften in Polen. Als Siebter seines Vorlaufes verpasste er bei seinem Debüt bei internationalen Meisterschaften der Erwachsenen, den Einzug in die nächste Runde. Zum Jahresende nahm er, in seiner irischen Heimat, an den Crosslauf-Europameisterschaften als Erwachsener teil. Das Rennen über 10 km beendete er auf dem zehnten Platz.
Ab 2022 startete Fay für das Sportteam der Universität von Washington. Im April stellte er über 5000 Meter in 13:16,52 min eine neue Bestzeit auf. Damit konnte er über diese Distanz im August bei den Europameisterschaften in München an den Start gehen. In dem Rennen konnte er in 13:31,87 min den achten Platz belegen. Anfang Dezember lief er in Boston in 13:16,77 min einen neuen irischen Nationalrekord für die Halle. Er verbesserte damit den vorherigen Rekord von Barry Keane genau ein Jahr später um neun Sekunden. Ende Dezember belegte er bei den Crosslauf-Europameisterschaften in Italien den 30. Platz. 2023 lief Fay Mitte Juli in 13:01,40 min einen neuen irischen Nationalrekord im 5000-Meter-Lauf. Im August trat er bei den Weltmeisterschaften in Budapest an, wobei er als 16. seines Vorlaufes das Finale über 5000 Meter verpasste.
2021 wurde Fay irischer Meister im 3000-Meter-Hindernislauf. 2023 siegte er im 5000-Meter-Lauf.

## Wichtige Wettbewerbe
| Jahr               | Veranstaltung                   | Ort                | Platz              | Disziplin/Rennen   | Zeit               |
| Startet für Irland | Startet für Irland              | Startet für Irland | Startet für Irland | Startet für Irland | Startet für Irland |
| ------------------ | ------------------------------- | ------------------ | ------------------ | ------------------ | ------------------ |
| 2017               | Crosslauf-Europameisterschaften | Šamorín            | 49.                | U20                | 19:42 min          |
| 2018               | Crosslauf-Europameisterschaften | Tilburg            | 29.                | U23                | 24:47 min          |
| 2019               | U23-Europameisterschaften       | Gävle              | 11.                | 3000 m Hindernis   | 8:56,22 min        |
| 2019               | Crosslauf-Europameisterschaften | Lissabon           | 22.                | U23                | 25:25 min          |
| 2021               | Halleneuropameisterschaften     | Toruń              | 7. (3. Vorlauf)    | 3000 m             | 7:56,13 min        |
| 2021               | Crosslauf-Europameisterschaften | Dublin             | 10.                | Erwachsenenrennen  | 30:45 min          |
| 2022               | Europameisterschaften           | München            | 8.                 | 5000 m             | 13:31,87 min       |
| 2022               | Crosslauf-Europameisterschaften | Turin              | 30.                | Erwachsenenrennen  | 30:50 min          |
| 2023               | Weltmeisterschaften             | Budapest           | 31.                | 5000 m             | 13:42,86 min       |

## Persönliche Bestleistungen
Freiluft
- 3000 m: 7:36,89 min, 6. September 2023, Rovereto
- 5000 m: 13:01,40 min, 15. Juli 2023, Heusden-Zolder, (irischer Rekord)
- 10.000 m: 28:22,31 min, 25. März 2022, Raleigh
- 3000 m Hindernis: 8:29,75 min, 5. Juni 2021, Tatabánya

Halle
- 3000 m: 7:40,09 min, 4. Februar 2024, Boston
- 5000 m: 13:16,77 min, 3. Dezember 2022, Boston, (irischer Rekord)